# Ameditschi

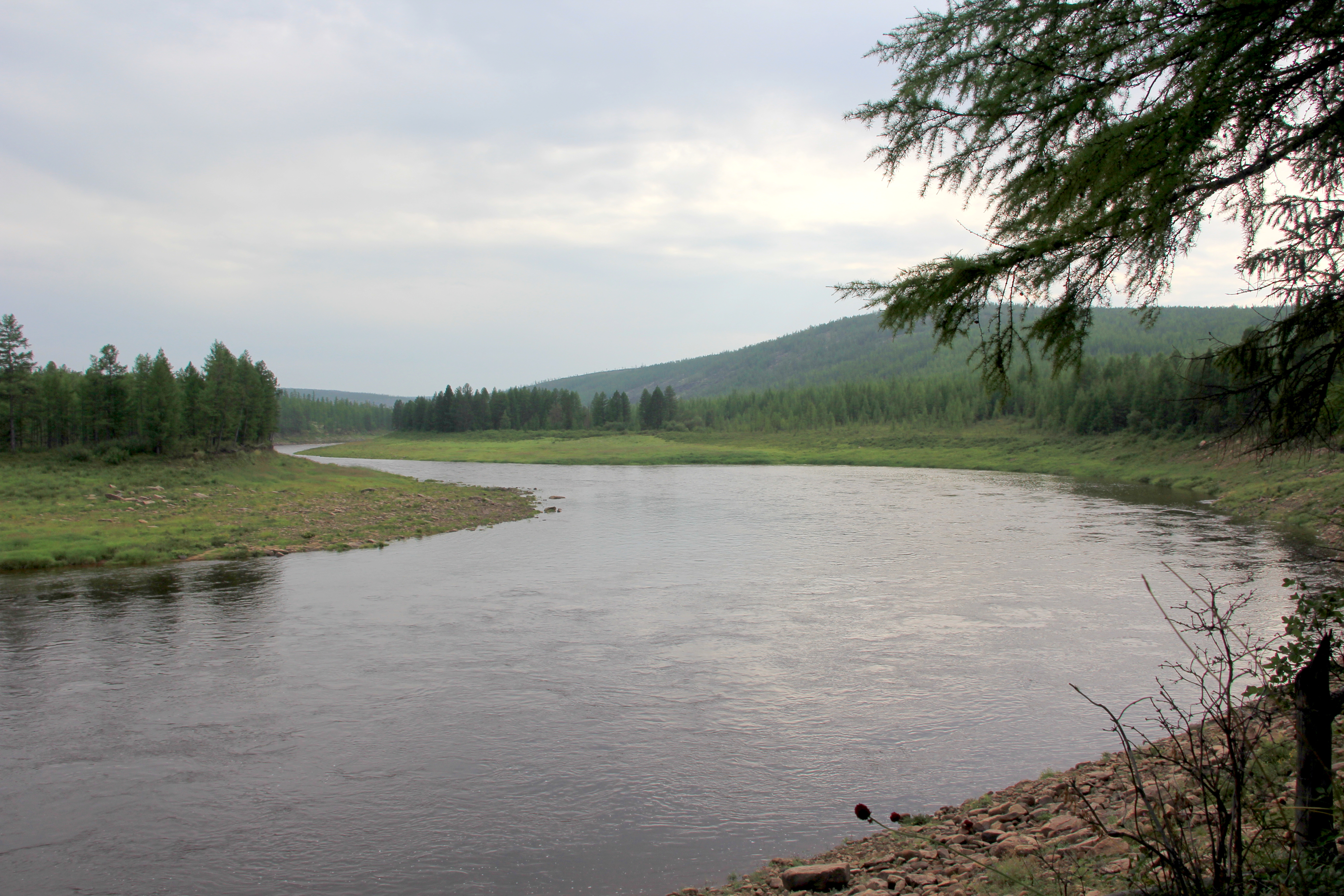
Ameditschi

Der Ameditschi (russisch Амедичи) ist ein linker Nebenfluss des Aldan in der Republik Sacha in Ostsibirien.
Er entspringt am Nordhang des Stanowoigebirges westlich von Nerjungri. Er fließt in überwiegend nördlicher Richtung durch das Aldanhochland und mündet nach 313 km von links in den Oberlauf des Aldan. Der Ameditschi entwässert ein Areal von 6020 km². Wichtige Nebenflüsse des Ameditschi sind Aldakai und Daltunda, beide von links.